# Dennstaedtiaceae
Famille
La famille Dennstaedtiaceae regroupe de nombreuses fougères.

## Étymologie
Le nom vient du genre type Dennstaedtia, donné en hommage au botaniste allemand August Wilhelm Dennstädt (1776–1826).

## Genres
- Dennstaedtia Bernh.
- Histiopteris (en) (J.G.Agardh) J.Sm.
- Hypolepis (en) Bernh.
- Lindsaea (en) Dry. ex Sm.
- X Lindsaeosoria W.H.Wagner
- Lonchitis (en) L.
- Microlepia (en) K. Presl
- Odontosoria (en) Fée
- Oenotrichia (en) (Nouvelle-Calédonie)
- Orthiopteris (en)
- Paesia (en)
- Pteridium Gleditsch ex Scop.
- Saccoloma (en) Kaulfuss
- Sphenomeris (en) Maxon